# Guido Crepax

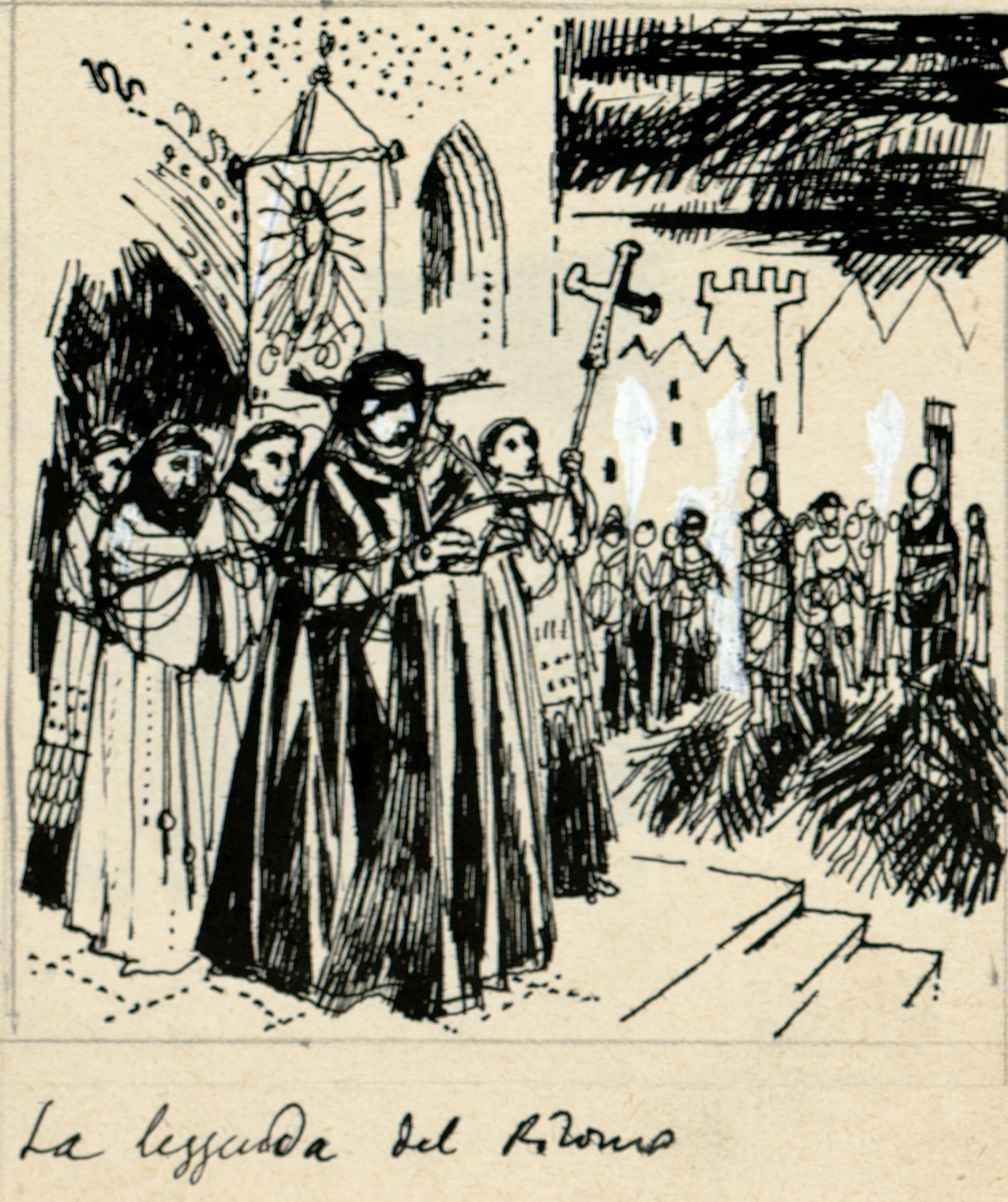
La leggenda del ritorno

Guido Crepax (echte naam: Guido Crepas) (Milaan, 15 juli 1933 - aldaar, 31 juli 2003) was een Italiaans stripauteur die het best bekend is voor zijn erotische strips.
Crepas behaalde een diploma architectuur in 1958 en begon te werken als illustrator en reclametekenaar. Hij tekende enkele strips maar zijn echte debuut kwam er in 1965 met de stripreeks Neutron in het Italiaanse stripblad Linus. Al snel werd het vrouwelijke nevenpersonage Valentina de ster van deze strip. Daarna tekende Crepax nog verschillende andere strips met vrouwelijke hoofdpersonages: Bianca, Anita, Belinda en Becky Lee. Andere strips van zijn hand waren L'astronef pirate, La chute de Maximilien en La Cassa-matta. Vanaf 1975 begon Crepax met het verstrippen van klassieke romans uit het erotische of fantasy genre: Histoire d'O (1975), Emmanuelle (1979), Justine (1980), Venus straft (1984), Dr. Jeckyll & mr. Hyde (1984) en Dracula (1988).

## Werken

### Valentina-stripreeks
- The Lesmo Curve (1965)
- The Subterraneans (1965)
- The Descent (1966)
- Un Poco Loco (1966)
- Ciao, Valentina (1966)
- The Force of Gravity (1967)
- Funny Valentine (1967)
- Valentina in Sovietland (1968)
- Valentina in Boots (1968)
- Marianna in the Country (1968)
- Fearless Paper Doll Valentina (1968)
- Filippo and Valentina (1969)
- Valentina's Baby (1969)
- The Manuscript Found in a Stroller (1970)
- Baba Yaga (1971)
- Bluebeard (1971)
- Who's Afraid of Baba Yaga? (1971)
- Valentina the Fearless (1971)
- Annette (1972)
- The Little King (1972)
- Pietro Giacomo Rogeri (1972)
- The Time Eater (1973)
- Fallen Angels (1973)
- The Empress's New Clothes (1973)
- Reflection (1974)
- Viva Trotsky (1974)
- Valentina assasinates (1975)
- In the metro (1975)
- Private Life (1975)
- Subconscious Valentina (1976)
- Valentina the Pirate (1976)
- Magic lantern (1977)
- Rembrandt and the Witches (1977)
- Anthropology (1977)
- Valentina the pirate (1978)
- Valentina & Bruno - Nostalgia (1980)
- Silent alphabet (1980)
- Le Zattere, Venice (1980)
- Made in Germany (1981)
- Frau Rosselli und Fraulein Lang (1982)
- Valentina, Bruno and Effi - Andante (1982)
- Dixie Duggan (1982)
- Private life (1984)
- Nobody (1986)
- Far from Berlin (1988)
- The thieving Magpie (1988)
- Valentina, Philip and Effi - Acute Observation (1989)

### Overige protagonistes
- La casa matta (ft. Bianca, 1969), Edip
- Anita, una storia possibile (1972), Persona/Ennio Ciscato Editore
- Histoire d'O (1975), Franco Maria Ricci Editore, adaptatie van Histoire d'O (Pauline Réage)
- Emmanuelle (1978), Olympia Press, adaptatie van Emmanuelle (Emmanuelle Arsan)
- Justine (1979), Olympia Press, adaptatie van Justine of De tegenspoed der deugdzaamheid (Markies de Sade)
- Hello, Anita! (1980), L'isola trovata, in kleur
- Belinda 1 & 2 (1983), Editori del Grifo
- I viaggi di Bianca (1984), Milano Libri, geïnspireerd op de roman Gulliver's Travels (Jonathan Swift)
- Venere in pelliccia (1984), Olympia Press, geïnspireerd op de roman Venus im Pelz (Leopold von Sacher-Masoch)
- Bianca 2. Odesseda (1987), Editori del Grifo
- Emmanuelle l'antivergine (1990), Rizzoli, adaptatie van Emmanuelle: L'Anti-vierge (Emmanuelle Arsan)
- Eroine alla fine: Salomé (2000), Lizard Edizioni
- Crepax 60|70 (ft. Belinda, and Valentina 2003), Fiction inc. Tokyo

### Overige werken
- L'astronave pirata (1968), Rizzoli
- Il dottor Jekill (1972), Persona/Ennio Ciscato Editore
- Circuito interno (1977), Edizioni Tempo Medico
- Casanova (1977), Franco Maria Ricci Editore
- L'uomo di Pskov (1977), CEPIM (Sergio Bonelli Editore), in kleur
- L'uomo di Harlem (1979), CEPIM (Sergio Bonelli Editore)
- La calata di Macsimiliano XXXVI (1984), Editori del Grifo
- Conte Dracula (1987), Rizzoli-Milano Libri, adaptatie van Dracula door Bram Stoker
- Dr.Jekyll e Mr.Hide (1987), Rizzoli-Milano Libri, adaptatie van Strange Case of Dr Jekyll and Mr Hyde door Robert Louis Stevenson
- Giro di vite (1989), Olympia Press, adaptatie van The Turn of the Screw door Henry James
- Nessuno (1990), Milano Libri
- Le clinicommedie (1990), Editiemme
- Il processo di Franz Kafka (1999), Piemme, adaptatie van Der Prozess door Franz Kafka
- Justine and The Story of O (2000), graphic novel-adaptatie van de werken door Marquis de Sade en Anne Desclos
- Frankenstein (2002), Grifo Edizioni, adaptatie van Frankenstein door Mary Shelley

- Biblioteca Nacional de España: XX888383
- Bibliothèque nationale de France: cb11898129g (data)
- Catàleg d'autoritats de noms i títols de Catalunya: 981058517590606706
- CiNii: DA18600336
- Gemeinsame Normdatei: 118522701
- International Standard Name Identifier: 0000 0000 7359 6504
- Library of Congress Control Number: n79058377
- MusicBrainz: 05146b32-ce54-4f7d-93cc-8adbe661bc21
- Bibliotheek van het Japanse parlement: 00512694
- Nationale Bibliotheek van Tsjechië: xx0237310
- Nationale bibliotheek van Australië: 35827318
- Nationale Bibliotheek van Israël: 987007260132605171
- Nationale en Universitaire bibliotheek Zagreb: 000072691
- Nederlandse Thesaurus van Auteursnamen: 06926354X
- RKD-Nederlands Instituut voor Kunstgeschiedenis: 262138
- Istituto Centrale per il Catalogo Unico: CFIV023011
- LIBRIS: 182462
- Système universitaire de documentation: 027795012
- Trove: 1105674
- Union List of Artist Names: 500590971
- Virtual International Authority File: 41838507
- WorldCat: E39PBJpdQgtmJ6tW6gTFVdqCwC